# Томас и другари: Путовање ван Содора
Томас и другари: Путовање ван Содора (енгл. Thomas & Friends: Journey Beyond Sodor) британско је рачунарски-анимирана мјузикл авантуристички филм из 2017. у продукцији Jam Filled Toronto и дистрибуцији Mattel Creations. То је филм Томас и другари у франшизи. У филму глуме Џон Хејслер, Џозеф Меј, Роб Рекстро, Хју Бонвил, Џим Хауик, Софи Колкуун, Луси Монтгомери, Дерен Бојд и Колин Мекфарлејн.